# Bazoilles-et-Ménil
Bazoilles-et-Ménil è un comune francese di 118 abitanti situato nel dipartimento dei Vosgi nella regione del Grand Est.

## Società

### Evoluzione demografica
Abitanti censiti